# One Flew Over the Cuckoo's Nest
One Flew Over the Cuckoo's Nest is een boek van Ken Kesey uit 1962 en een op het boek gebaseerde door Miloš Forman geregiseerde film uit 1975. De film werd genomineerd voor negen Oscars, waarvan het die voor beste film, beste regie, beste geadapteerde verhaal, beste hoofdrolspeler (Jack Nicholson) en beste hoofdrolspeelster (Louise Fletcher) daadwerkelijk won. Daarnaast kreeg One Flew Over the Cuckoo's Nest onder meer zes Golden Globes en zes BAFTA Awards toegekend.

## Verhaal
De  herrieschopper Randle P. McMurphy (in de film gespeeld door Jack Nicholson) komt in een psychiatrische inrichting terecht. Hij heeft zich namelijk opzettelijk als geestesziek voorgedaan in de hoop zijn gevangenisstraf wegens mishandeling en ontucht met een 15-jarige relatief comfortabel te kunnen uitzitten. Hier komt hij in conflict met het autoritaire bewind van de passief-agressieve zuster Ratched (Louise Fletcher). 
Ratched maakt misbruik van haar autoriteit en duldt geen enkele tegenspraak, waardoor onder de patiënten een apathische gelatenheid heerst. Ze handhaaft deze autoriteit onder andere door de patiënten tegen elkaar uit te spelen, te vernederen of lichte straffen uit te delen. De verlegen Billy wordt gedreigd met zijn moeder op de hoogte te stellen, en Billy´s moeder is de enige vrouw die hij nog meer vreest dan Ratched. De ´therapeutische´ sessies eindigen vaak in knallende ruzie tussen de patiënten, wat onderdeel uitmaakt van haar 'verdeel en heers'-strategie. Zwaardere gevallen worden bestraft met elektroshocktherapie en lobotomie. De zusters en bewaarders zitten bij Ratched onder de plak en de artsen laten haar haar gang gaan. Ook ontdekt McMurphy dat hij pas weg mag als de artsen en Ratched hem 'genezen' verklaren, onafhankelijk van de door de rechter opgelegde vrijheidsstraf.
Met zijn charisma en overtuiging weet McMurphy zijn zaalgenoten uit hun lethargie te halen. Dit zijn onder andere de verlegen stotteraar Billy Bibbit, de paranoïde en latent homoseksuele Dale Harding, Charlie Cheswick die aan infantiele driftbuiten lijdt, de half-Indiaanse 'Chief' Bromden die zich als doofstom voordoet, een aantal epileptici en een aantal anderen met in ernst variërende problemen. Zo probeert McMurphy te regelen dat naar de World Series op tv kan worden gekeken en als Ratched weigert het geluid van de tv aan te zetten levert McMurphy zelf op onderhoudende wijze commentaar op de wedstrijd waarmee hij ieders aandacht trekt. Hij organiseert een basketbalwedstrijd van patiënten tegen bewaarders, die de patiënten winnen doordat McMurphy de boomlange Chief coacht. Verder organiseert hij pokerwedstrijden. Ratched vindt dit allemaal maar niks en reageert met het rantsoeneren van sigaretten en verbod op kaartspelen, zogezegd omdat McMurphy stiekem pokerwedstrijden organiseert en al hun sigaretten wint. Uiteindelijk weet McMurphy met behulp van de Chief te ontsnappen en de gevangenen mee te nemen op een zelfstandig visuitje. Hij veroorzaakt een psychologische doorbraak bij allen. 
In een stafvergadering wordt overlegd wat er met McMurphy moet gebeuren. Een aantal artsen ziet geen tekenen van geestesziekte en vermoedt dat McMurphy de boel aan het belazeren is. Men stelt voor hem naar een ander instituut of terug naar de gevangenis te sturen. Ratched wijst dit af en zegt dat dat simpelweg het doorschuiven van problemen is. In werkelijkheid wil ze McMurphy en de andere patiënten leren wie hier de baas is.
Die kans komt als de patiënten, een stuk mondiger onder invloed van McMurphy, eveneens de autoriteit van Ratched uitdagen, onder andere door het rantsoeneren van sigaretten, het overdag afsluiten van de slaapzalen zodat niemand overdag alleen is, en het verbod op kaartspelen. Er ontstaat een rel waardoor McMurphy samen met Charlie Cheswick en de Chief als aanstichters worden afgevoerd voor elektroshocktherapie. Op deze afdeling bevinden zich de zwaardere gevallen, een aantal catatonisch. Tekenend is dat alle patiënten zich angstig terugtrekken bij nadering van de dienstdoende arts. In een moment alleen met de Chief ontdekt McMurphy dat deze niet doofstom is, maar zich alleen maar als zodanig voordoet. De therapie helpt niet want bij terugkomst heeft McMurphy nog net zo'n grote mond als voorheen.
De climax is een losbandig feestje op de afdeling op Kerstavond als het meeste personeel met kerstverlof is. Turkle, de enig overgebleven bewaker, wordt omgekocht. Er is drank en er zijn enkele vrouwen van buitenaf, voorbereid en georganiseerd door McMurphy. Het plan is dat McMurphy aan het eind van het feest met de meisjes de benen zal nemen. De gevolgen van deze actie zijn echter dramatisch.
Als McMurphy wil vertrekken, bekent de dodelijk verlegen stotteraar Billy (die bovendien nog maagd is) dat hij een van de meisjes erg leuk vindt. Hierop regelt McMurphy dat het meisje Billy zal ontmaagden en hij wacht met de rest van de patiënten tot Billy klaar is. Door de alcohol en de vermoeidheid valt iedereen echter in slaap en als ze wakker worden is het te laat: het is ochtend en Ratched is met drie bewakers en een andere verpleegster gearriveerd.
Geconfronteerd met de chaos verordent Ratched het sluiten van het nog open raam, het verwijderen van eventuele ongenode gasten en het tellen van de patiënten. Hierdoor wordt duidelijk dat een patiënt afwezig is. Dit blijkt Billy te zijn, die in bed wordt aangetroffen met het meisje. Billy wordt toegejuicht en als Ratched vraagt of hij zich niet schaamt antwoordt hij ontkennend, voor het eerst zonder te stotteren. Zuster Ratched, die deze uitdaging aan haar autoriteit niet over haar kant kan laten gaan, dreigt hierop zijn moeder te verwittigen want ze zijn oude vriendinnen. Billy smeekt haar dit niet te doen, maar zuster Ratched is onverbiddelijk en stelt dat hij dan maar eerder aan de gevolgen had moeten denken. Niet in staat met dit alles om te gaan pleegt Billy in een onbewaakt moment zelfmoord. Als McMurphy dit ziet en zuster Ratched vervolgens ijskoud zegt dat het het beste is de dagelijkse routine te hervatten, ontploft hij in een gewelddadige uitbarsting en probeert haar te wurgen. Ze overleeft deze aanval ternauwernood, maar McMurphy wordt opnieuw voor straf weggehaald, ditmaal om een lobotomie te ondergaan.
Het boek eindigt met de uitbraak van de Chief. Deze wil McMurphy niet achterlaten en besluit zijn tot kasplant verworden vriend met een kussen uit zijn lijden te verlossen. Met een enorme krachtsinspanning tilt hij vervolgens een aanrechtblok uit de grond en gooit dit door een gepantserd raam, op weg naar de vrijheid in Canada. Zuster Ratched blijft afdelingszuster, maar door de wurging van McMurphy kan ze haar stem niet meer verheffen. Ze is dan ook niet meer de tiran die ze ooit was.

## Roman en toneelstuk
Het scenario is een bewerking van de gelijknamige roman van de Amerikaanse schrijver Ken Kesey. De toneelauteur Dale Wasserman maakte er een toneelstuk van. 
In 1990 en 1991 was dit in Nederland onder de titel Het koekoeksnest te zien met Peter Faber in de hoofdrol en Petra Laseur als zuster Ratched.
Daarna is het in 2006 uitgevoerd onder regie van Hans Croiset met onder andere de acteurs Victor Löw (McMurphy) en Simone Kleinsma (Ratched). Dit stuk is genomineerd geweest voor de Toneel Publieksprijs. 
In Vlaanderen speelde het toenmalige Mechels Miniatuurtheater dit stuk.

## Invloed en doorwerking
Naast een kritiek op de methoden in de psychiatrie in de jaren 1950, zoals elektroconvulsietherapie en lobotomie, zit er in het boek nog een extra maatschappijkritische laag over de behandeling van Indianen in Amerika. Bovendien worden behandelingen, ook bij degenen die vrijwillig in de kliniek verblijven, onder dwang opgelegd en komt er regelmatig bruut geweld aan te pas. Patiënten wordt niet verteld welk medicijn ze krijgen en waarom, zelfs McMurphy bij wie ze nog niet weten wat hem mankeert, moet pillen slikken (maar doet dit stiekem niet). 
McMurphy merkt daarbij op dat de patiënten in wezen niet gestoorder zijn dan de gemiddelde mens op straat, met andere woorden, in de meeste gevallen is internering in een inrichting niet nodig en zelfs schadelijk. Daarbij is het opvallend dat artsen en verplegend personeel grotendeels wit en de bewaarders uitsluitend zwart zijn: rassenongelijkheid was nog springlevend. 
Het Indiaanse personage Chief Bromden speelt in het boek een belangrijkere rol dan in de verfilming. In het Nederlandse stuk heeft Chief Bromden een verteller-achtige rol.

## Rolverdeling van de film
| Acteur            | Personage                                |
| ----------------- | ---------------------------------------- |
| Jack Nicholson    | Randle Patrick McMurphy                  |
| Louise Fletcher   | Verpleegster Mildred "Big Nurse" Ratched |
| Will Sampson      | Chief Bromden                            |
| William Redfield  | Dale Harding                             |
| Christopher Lloyd | Max Taber                                |
| Brad Dourif       | Billy Bibbit                             |
| Dean R. Brooks    | Dr. John Spivey                          |
| Scatman Crothers  | Orderly Turkle                           |
| Danny DeVito      | Martini                                  |
| William Duell     | Jim Sefelt                               |
| Sydney Lassick    | Charlie Cheswick                         |
| Michael Berryman  | Ellis                                    |